# BC Sportmann
Der Boxclub Sportmann von 1914 e. V. ist ein Boxsportverein aus der Hansestadt Hamburg.

## Geschichte
Die Gründung wurde 1914 unter dem Namen Athletik-Club Sporting-Men von englischen Seeleuten in einer Gaststätte in der Paul-Roosen-Straße im Hamburger Stadtteil St. Pauli vollzogen.
1920 gewann Felix Friedmann den ersten deutschen Meistertitel der Vereinsgeschichte. Ab den 1920er Jahren war die Turnhalle in der Seilerstraße die sportliche Heimat des Vereins. Sportmann-Boxer William Walther war 1928 Olympiateilnehmer. 1936 trat der vom BC Sportmann stammende Richard „Riedel“ Vogt bei den Olympischen Sommerspielen an und holte Silber. 1942 wurde mit Ferdinand Raeschke ein Boxer des Hamburger Vereins Europameister im Weltergewicht.
Hans-Werner Wohlers vom BC Sportmann war 1952 Teilnehmer der Olympischen Sommerspiele in Helsinki und später Berufsboxer. 1957 entstand durch eine Abspaltung vom BC Sportmann der Verein BC Hanseat. Ebenfalls 1957 wurde Peter Goschka deutscher Meister im Bantamgewicht und wiederholte diesen Erfolg im darauffolgenden Jahr. 1959 wurde Goschka in Luzern EM-Zweiter. Sein Vereinskamerad vom BC Sportmann, Peter Schwede, wurde 1969 deutscher Meister im Leichtgewicht.
Dieter Kottysch, zu jenem Zeitpunkt Mitglied des Vereins, wurde 1972 Olympiasieger. In den späten 1970er Jahren gehörten Andreas Prox und Roland Gier zu den erfolgreichen Boxern des Vereins. Gier wurde 1978 deutscher Meister im Bantamgewicht.
1981 stand der BC Sportmann vor der Auflösung, beim zuständigen Bezirksamt war der Verein bereits abgemeldet worden. Ab Ende 1985 brachte sich Jürgen Blin beim BC Sportsmann als Vorsitzender ein, zog unter anderem im Februar 1986 einen Kampfabend des Vereins im St. Pauli-Theater auf, bei dem auch sein Sohn Knut Blin für den BC Sportmann antrat. Ab Mitte der 1980er Jahre trainierten die Sportmann-Boxer in einer Halle am Holstenglacis, später in der Peterstraße.
Mitte der 1990er Jahre gewann der Verein unter der Leitung von Trainer Peter Scharein viele Boxer hinzu, die Anzahl wuchs auf 60, nachdem der BC Sportmann ab Ende der 1980er Jahre an Bedeutung verloren hatte. Scharein gehörte Anfang Dezember 1995 zu den Personen, die den BC Sportmann verließen, um den BC Hanseat neuzugründen. Das geschah wie 1957 in einer Abspaltung vom BC Sportmann. 2014 feierte der Verein sein 100-jähriges Bestehen, dem Jubiläumswettkampf im Rahmen der Messe Du und deine Welt wohnten in der Hamburger Messehalle rund 500 Menschen bei.

## Bekannte Boxer des BC Sportmann
- Knut Blin
- Felix Friedmann
- Roland Gier
- Alfred „Achi“ Graaf
- Dieter Kottysch
- Hans Kruse
- Herbert Nürnberg
- Andreas Prox
- Ferdinand Raeschke
- Peter Schwede
- Richard „Riedel“ Vogt
- Willy Walther
- Hans-Werner Wohlers